# 第4回日本アカデミー賞
第4回日本アカデミー賞は1981年（昭和56年）2月12日に行われた日本アカデミー賞の発表・授賞式。
東京プリンスホテルで開催され、司会は山城新伍が務めた。放送枠は初回以来の『木曜スペシャル』で、以後第11回（1988年）まで『木曜スペシャル』で放送される。

## 最優秀作品賞
- ツィゴイネルワイゼン

### 優秀作品賞
- 父よ母よ!
- 動乱
- 二百三高地
- 遥かなる山の呼び声

## 最優秀監督賞
- 鈴木清順（ツィゴイネルワイゼン）

### 優秀監督賞
- 野村芳太郎（震える舌／わるいやつら）
- 深作欣二（復活の日）
- 舛田利雄（二百三高地）
- 山田洋次（遥かなる山の呼び声／男はつらいよ 寅次郎ハイビスカスの花）

## 最優秀脚本賞
- 朝間義隆／山田洋次（遥かなる山の呼び声／男はつらいよ 寅次郎ハイビスカスの花）

### 優秀脚本賞
- 笠原和夫（二百三高地）
- 田中陽造（ツィゴイネルワイゼン／女の細道 濡れた海峡）

## 最優秀主演男優賞
- 高倉健（動乱／遥かなる山の呼び声）

### 優秀主演男優賞
- 渥美清（男はつらいよ 寅次郎ハイビスカスの花）
- 中村嘉葎雄（天平の甍）
- 渡瀬恒彦（震える舌）

## 最優秀主演女優賞
- 倍賞千恵子（遥かなる山の呼び声／男はつらいよ 寅次郎ハイビスカスの花）

### 優秀主演女優賞
- 大谷直子（ツィゴイネルワイゼン）
- 烏丸せつこ（四季 奈津子）
- 松坂慶子（五番町夕霧楼／わるいやつら）
- 吉永小百合（動乱）

## 最優秀助演男優賞
- 丹波哲郎（二百三高地）

### 優秀助演男優賞
- 田村高廣（父よ母よ！／遥かなる走路／動乱／天平の甍）
- 藤田敏八（ツィゴイネルワイゼン）
- 米倉斉加年（動乱／遥かなる走路）
- 若山富三郎（父よ母よ！）

## 最優秀助演女優賞
- 大楠道代（ツィゴイネルワイゼン）

### 優秀助演女優賞
- 阿木燿子（四季 奈津子）
- 梶芽衣子（わるいやつら）
- 中野良子（震える舌／遥かなる走路）
- 夏目雅子（二百三高地）

## 最優秀音楽賞
- 佐藤勝（遥かなる山の呼び声）

### 優秀音楽賞
- 芥川也寸志（震える舌／わるいやつら）
- 羽田健太郎（復活の日／薔薇の標的）
- 山本直純（二百三高地）

## 最優秀撮影賞
- 飯村雅彦（二百三高地）

### 優秀撮影賞
- 川又昂（震える舌／わるいやつら）
- 木村大作（復活の日）
- 永塚一栄（ツィゴイネルワイゼン）
- 姫田真佐久（天平の甍）

## 最優秀照明賞
- 梅谷茂（二百三高地）

### 優秀照明賞
- 小林松太郎（震える舌／わるいやつら）
- 望月英樹（復活の日）
- 大西美津男（ツィゴイネルワイゼン）
- 岩木保夫（天平の甍）

## 最優秀美術賞
- 木村威夫（天平の甍／ツィゴイネルワイゼン／遥かなる走路／ザ・ウーマン）

### 優秀美術賞
- 北川弘（二百三高地）
- 森田郷平（震える舌／わるいやつら）
- 横尾嘉良（復活の日）

## 最優秀録音賞
- 紅谷愃一（復活の日）

### 優秀録音賞
- 中村寛（遥かなる山の呼び声）
- 宗方弘好（二百三高地）
- 山本忠彦（震える舌／わるいやつら）
- 吉田庄太郎（天平の甍）

## 最優秀外国作品賞
- クレイマー、クレイマー

### 優秀外国作品賞
- オール・ザット・ジャズ
- 地獄の黙示録
- テス
- マンハッタン

## 特別賞
- 渥美清（男はつらいよシリーズ）

## 話題賞

### 作品部門
- 翔んだカップル

### 俳優部門
- 薬師丸ひろ子